# بژوستک
بژوستک (به لاتین: Brzostek) یک شهرک در لهستان است که در گمینا بژوستک واقع شده‌است. بژوستک ۲٬۵۹۷ نفر جمعیت دارد.